# Jeanne Lee
Jeanne Lee (New York, 29 gennaio 1939 – Tijuana, 25 ottobre 2000) è stata una cantante e compositrice statunitense di musica jazz, nonché poetessa.
Conosciuta per la padronanza di una vasta gamma di stili vocali, Jeanne Lee ha collaborato con numerosi compositori e artisti famosi tra cui Gunter Hampel, Ran Blake, Carla Bley, Anthony Braxton, Marion Brown, Archie Shepp, Mal Waldron e molti altri.

## Biografia
Jeanne era figlia di S. Alonzo Lee, un cantante di concerti e musiche religiose, il cui lavoro la influenzò durante i suoi primi anni. La sua formazione avvenne prima in una scuola privata e successivamente al Bard College, nella Contea di Dutchess, dove studiò psicologia infantile, letteratura e danza. Durante gli anni del college aveva creato coreografie per pezzi di vari compositori classici e jazz, che vanno da Johann Sebastian Bach ad Arnold Schönberg. Nel 1961 conseguì il Bachelor of Arts. Nello stesso anno si esibì in duo con il pianista Ran Blake, suo compagno di studi al Bard College, al concorso per dilettanti organizzato dall'Apollo Theater. Vinsero il concorso e in seguito registrarono il primo album, intitolato The Newest Sound Around, che ebbe una notevole popolarità in Europa, dove Lee e Blake furono in tournée nel 1963, ma che passò inosservato negli Stati Uniti. In questo periodo, la principale ispiratrice di Jeanne Lee era Abbey Lincoln.
Durante la metà degli anni '60 Jeanne Lee esplorò diversi approcci multidisciplinari all'arte come la poesia sonora, gli happening, i modelli influenzati da Fluxus e altri. Fu brevemente sposata con il poeta sonoro David Hazelton e compose musica per la poesia sonora di poeti come Dick Higgins e Alison Knowles, divenendo attiva nella scena artistica della California del tempo. Alla fine degli anni '60 tornò alla scena jazz e cominciò a suonare e registrare, dimostrandosi rapidamente come una degli artisti più indipendenti e creativi del settore. Appena pochi anni dopo il suo ritorno ebbe un ruolo importante in Escalator over the Hill (1971), opera magna di Carla Bley, e registrò album con musicisti eminenti tra cui Archie Shepp e Marion Brown. Nel 1967, mentre si trovava in Europa, Jeanne Lee iniziò una lunga collaborazione con il vibrafonista e il compositore Gunter Hampel, con il quale infine si sposò. Insieme ebbero un figlio, Ruomi Lee-Hampel e una figlia, Cavana Lee-Hampel.
Nel 1976 rappresentò la tradizione musicale spirituale afroamericana nella composizione Apartment House 1776 di John Cage, composta in occasione del bicentenario degli Stati Uniti d'America. L'esperienza le ispirò una maggiore attenzione verso la composizione e la creazione di opere estese, che la portò nell'immediato alla realizzazione di un oratorio jazz intitolato Prayer for Our Time.
Jeanne Lee continuò ad esibirsi e a produrre incisioni fino alla sua morte nel 2000, registrando per etichette come Birth, BYG Actuel, JCOA, ECM Records, Black Saint/Soul Note, OWL e Horo. Inoltre collaborava come cantante in un gran numero di album di Gunter Hampel. Negli ultimi anni dirigeva il Jeanne Lee Ensemble, che eseguiva una fusione di poesia, musica e danza, e collaborava con il pianista Mal Waldron.
Jeanne Lee fu anche una educatrice. Aveva conseguito un Master in Educazione presso l'Università di New York nel 1972 e insegnò presso varie istituzioni, sia negli Stati Uniti che in Europa. Pubblicò una serie di brevi contributi sulla musica per il New York Amsterdam News e vari scritti educativi, tra cui un libro di testo scolastico sulla storia della musica jazz.
Jeanne Lee è morta di cancro a 61 anni nel 2000 a Tijuana in Messico.

## Discografia

### Album da solista e compartecipazioni
- 1962 - The Newest Sound Around (con Ran Blake)
- 1972 - Spirits (con Gunter Hampel and Perry Robinson)
- 1972 - Familie (con Gunter Hampel and Anthony Braxton)
- 1972 - Town Hall 1972 (con Anthony Braxton)
- 1974 - Conspiracy (primo disco da solista, con Gunter Hampel, Sam Rivers, Jack Gregg e altri)
- 1978 - Oasis (con Gunter Hampel)
- 1979 - Nuba (con Andrew Cyrille e Jimmy Lyons)
- 1979 - Freedom of the Universe (con Gunter Hampel)
- 1984 - Don't Freeze Yourself to Death Over There in Those Mountains (con Denis Charles)
- 1989 - You Stepped Out of a Cloud (con Ran Blake)
- 1992 - Natural Affinities (secondo disco solista, con Dave Holland, Gunter Hampel, Amina Claudine Myers e altri)
- 1993 - Here and Now (con David Eyges)
- 1994 - After Hours (con Mal Waldron)
- 1995 - Travellin' In Soul-Time (con Mal Waldron e Toru Tenda)
- 1995 - White Road Black Rain (con Mal Waldron e Toru Tenda)
- 1996 - Duo (con Gunter Hampel)

### Collaborazioni
- 1969 - Marion Brown - In Sommerhausen
- 1969 - Archie Shepp - Blase
- 1970 - Gunter Hampel - People Symphony
- 1970 - Marion Brown - Afternoon of a Georgia Faun (ECM)
- 1971 - Carla Bley - Escalator over the Hill
- 1972 - Vocal Summit - Sorrow is not Forever - Love Is
- 1973 - Enrico Rava - Pupa o Crisalide
- 1973 - Enrico Rava - Quotation Marks
- 1975 - Andrew Cyrille - Celebration
- 1978 - Marcello Melis - Free To Dance
- 2012 - Bob Moses - Home in Motion (registrato nel 1979)
- 1981 - Gunter Hampel Big Band Vol. 1 - Cavana
- 1981 - Gunter Hampel Big Band Vol. 2 - Generator
- 1982 - Bob Moses - When Elephants Dream of Music
- 1984 - Archie Shepp - African Moods
- 1992 - Bob Moses - Wheels of Colored Light
- 1993 - Jane Bunnett - The Water is Wide
- 1997 - Mal Waldron - Soul Eyes